# Porfirogènit

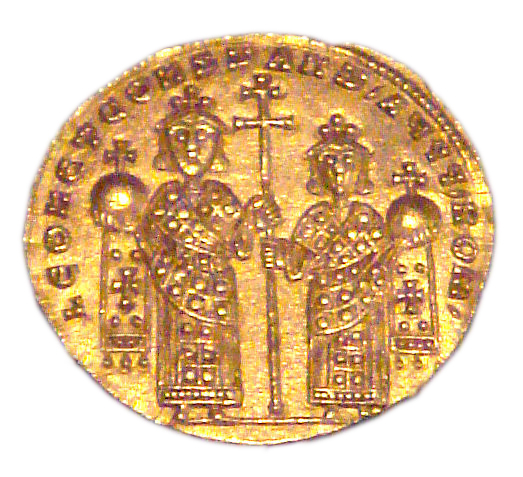
Moneda d'or amb l'efígie de Lleó VI el Filòsof i el seu fill, Constantí VII Porfirogènit.

Porfirogènit (grec: Πορφυρογέννητος, Porfirogénnitos, que vol dir ‘nascut en la porpra’), era un títol honorífic donat al fill o filla (Πορφυρογέννητη, Porfirogénniti) de l'emperador regnant de l'Imperi Romà d'Orient. No tots els prínceps imperials van rebre aquesta distinció, va ser només donat a qui reunia unes condicions particulars.

## Història
Al llarg de la història, els romans d'Orient no sempre van limitar l'herència als primogènits. El concepte de legitimitat dinàstica només es va produir en determinats períodes històrics, dominat per dinasties de gran abast com ara la macedònia, Comnè i Paleòleg. La primera evidència de la utilització del terme procedeix del segle 846, quan Constantí VII Porfirogènit, en el seu llibre De Ceremoniis, descriu les celebracions posteriors al naixement d'un porfirogènit.

### Requisits
La primera condició per ser definit amb el mencionat títol era el lloc de naixement, el qual havia de produir-se a la Porfira, cambra de la porpra, d'una ala del Gran Palau de Constantinoble–. D'acord amb la descripció d'Anna Comnena, la cambra era en una de les terrasses del palau, amb vistes al mar de Màrmara i l'estret del Bòsfor. Era de planta quadrada, amb el sostre en forma de piràmide. Estava completament coberta de pòrfir porpra, clapat amb punts blancs.
L'altra condició important per obtenir la qualificació de porfirogènit era l'estat patern de basileu (βασιλεύς), que havia de ser casat amb una emperadriu consagrada com a Augusta.

## Context
El color porpra, nom per denominar el tint que extreien de la glàndula hipobranquial de dos espècies de petits mol·lucs del gènere Murex, amb el que es tenyia la tela que es va reservar, per la seva gran dificultat per aconseguir-la i el seu elevat preu, per a les vestidures imperials, solament els sobirans i els seus familiars van poder usar-les. Del mateix mode el pòrfir la pedra de color vermell que venia d'Egipte, extreta d'una antiga mina, s'utilitzava per a la construcció del sarcòfag que assegurava la custòdia del cos de l'emperador difunt. Els emperadors romans d'Orient es percebien com a entitats divines, com a emissaris de Déu a la terra, la importància de la situació del porfirogènit va ser connectada amb la idea d'aconseguir aquest paper, en una espècie de reedició de la Nativitat divina.
A les missions diplomàtiques concedir la mà d'una princesa porfirogènita era l'honor màxim que podia aspirar un rei estranger: tant és així que Joan I Tsimiscés mai no va concedir a l'emperador Otto II la mà d'una porfirogènita, - perquè llavors hagués comparat l'Imperi Romà d'Orient amb el germànic-, sinó de la seva neboda la princesa Teòfano. Així mateix, després de l'ascensió al tron de Romà Lecapè va fer que Constantí VII es casés amb una de les seves filles, per tal de donar legitimitat a la seva dinastia.